# 243-я стрелковая дивизия
243-я стрелковая дивизия — воинская часть Вооружённых Сил СССР, принимавшая участие во Второй мировой войне. Период боевых действий: с 15 июля 1941 года по 3 сентября 1945 года.

## История дивизии
Дивизия была сформирована в Ярославле на базе пограничных и оперативных войск НКВД с 28 июня по 14 июля 1941 года. Была снаряжена и обмундирована за счёт ресурсов области, рабочие ярославских и рыбинских предприятий изготовили всё необходимое для её экипировки. 16 июля 1941 года дивизия была отправлена на фронт.
В июле 1941 года одним из важнейших участков борьбы было Смоленское направление.
Прибыв в город Селижарово, дивизия совершила оттуда трудный марш через Андреаполь, Торопец, Старую Торопу и вышла в район Севастьянова.
В боях с 26 июля 1941 года.
28 июля 1941 года, форсировав Западную Двину, перешла в наступление. 906-й стрелковый полк дивизии был передан на усиление 252-й стрелковой дивизии.
Несмотря на отсутствие боевого опыта, дивизия двумя полками успешно вела оборонительные бои. Ярославцы форсировали реку Западная Двина и сбили врага с занимаемой позиции. Одновременно на другом участке фронта один полк этой дивизии вёл кровопролитные бои с крупными частями противника, препятствуя их переправе через Западную Двину и обеспечивая перегруппировку войск.
…Глохнет даль, от дыма сизая:

То на запад — всё вперёд

Ярославская дивизия

В бой за Родину идёт.
В начале августа 243-я стрелковая дивизия, согласно приказу командования, перешла в наступление. В районе деревни Баево бойцы дивизии разгромили части 6-й и 26-й немецких дивизий.
В середине сентября дивизия в течение трёх суток непрерывно сражалась в районе селения Ивашково. В этих боях особенно отличился 912-й стрелковый полк, который первым форсировал реку и ударил в тыл немецким частям. В трёхдневных боях дивизия нанесла серьёзный урон гитлеровцам, которые убитыми потеряли более 1300 солдат и офицеров.
В октябре 1941 года дивизия снова перешла на марш и две недели вела арьергардные бои, прикрывая отступление советских войск. В течение двух недель дивизия находилась под угрозой полного окружения. Отступая, дивизия наносила сильные удары врагу. В районе города Старицы дивизия два дня вела бои с численно превосходящими силами врага. В этом бою один стрелковый полк прорвал оборону гитлеровцев и несколько дней успешно действовал во вражеском тылу.
В ноябре 1941 года 243-я стрелковая дивизия заняла оборону в районе города Калинина, препятствуя дальнейшему продвижению врага. 6 декабря 1941 года, выполняя приказ Верховного Главного Командования, дивизия вместе с другими частями Советской Армии перешла в наступление. Она прорвала оборону немцев и 16 декабря первой ворвалась в Калинин.
Во время Сталинградской битвы дивизия была направлена под Сталинград и участвовала в наступательных операциях.
Летом 1943 года, после Орловско-Курского сражения, дивизия вместе с другими частями Советской Армии продолжала наступление, форсировала Северский Донец в районе города Красного Лимана.
В феврале 1944 года дивизия штурмовала оборону немцев в районе города Никополя, освободила его и участвовала в ликвидации никопольского плацдарма гитлеровцев. За эти боевые подвиги она получила наименование «Никопольской». За героизм и мужество, проявленные при освобождении города Одессы, дивизия была награждена орденом Красного Знамени.
В августе 1944 года в период операции в районе Яссы-Кишинёв дивизия принимала участие в окружении и разгроме 22 немецких дивизий. Освободив город Арад, она с боями выступила на территорию Венгрии.
Немалую помощь 243-я дивизия оказала трудящимся Чехословакии. Она освободила города Годонин, Брно, сражалась за освобождение Праги.
После окончания военных действий в Европе дивизия была направлена на Дальний Восток для участия в войне против империалистической Японии. На Дальнем Востоке она действовала в составе Забайкальского фронта, прошла с боями через Большой Хинган, форсировала ряд рек и захватила город Чаоян. Как особо отличившаяся 243-я дивизия была наименована «Хинганской».
243-я стрелковая Никопольско-Хинганская Краснознамённая дивизия, расформирована в 1947 году в Забайкальско-Амурском военном округе (округ расформирован 25.05.1947).

## Состав
- 906-й Сегедский стрелковый полк
- 910-й стрелковый ордена Богдана Хмельницкого полк
- 912-й стрелковый полк
- 775-й артиллерийский ордена Кутузова полк
- 527-й отдельный самоходно-артиллерийский дивизион (с 9.8.1945)
- 303-й отдельный истребительно-противотанковый дивизион
- 324-я отдельная разведывательная рота
- 413-й отдельный сапёрный батальон
- 665-й отдельный батальон связи (1444-я отдельная рота связи)
- 263-й отдельный медико-санитарный батальон
- 244-я отдельная рота химической защиты
- 273-я автотранспортная рота (466-й автотранспортный батальон)
- 135-я (282-я) полевая хлебопекарня
- 125-й дивизионный ветеринарный лазарет
- 808-я полевая почтовая станция
- 710-я полевая касса Государственного банка

Перечень № 5 Стрелковых, горнострелковых, мотострелковых и моторизованных дивизий, входивших в состав действующей армии в годы Великой Отечественной войны 1941—1945 гг. / А. П. Покровский. — М.: Министерство обороны, 1956. — 218 с.

## Награды дивизии
- 13 февраля 1944 года — Почётное наименование «Никопольская» — присвоено приказом Верховного Главнокомандующего № 029 от 13 февраля 1944 года за отличие в боях при освобождении Никополя.
- 20 апреля 1944 года —  Орден Красного Знамени — награждена указом Президиума Верховного Совета СССР от 20 апреля 1944 года за образцовое выполнение заданий командования в боях с немецкими захватчиками при освобождении города Одессы и проявленные при этом доблесть и мужество.[3]
- 14 сентября 1945 года — Почётное наименование «Хинганская» — присвоено приказом Верховного Главнокомандующего № 0159 от 14 сентября 1945 года за отличие при форсировании горного хребта Большой Хинган.

Награды частей дивизии:
- 906-й стрелковый Сегедский[4] полк
- 910-й стрелковый ордена Богдана Хмельницкого (II степени)[5] полк
- 775-й артиллерийский ордена Суворова[5] полк

## Вышестоящие воинские части
| Дата            | Фронт (округ)        | Армия                                         | Корпус                             |
| --------------- | -------------------- | --------------------------------------------- | ---------------------------------- |
| 01.08.1941 года | Западный фронт       | 29-я армия                                    |                                    |
| 01.11.1941 года | Калининский фронт    | 29-я армия                                    |                                    |
| 01.02.1942 года | Калининский фронт    | 30-я армия                                    |                                    |
| 01.04.1942 года | Калининский фронт    | 29-я армия                                    |                                    |
| 01.07.1942 года | Калининский фронт    | 30-я армия                                    |                                    |
| 01.09.1942 года | Западный фронт       | 30-я армия                                    |                                    |
| 01.10.1942 года | Западный фронт       |                                               |                                    |
| 01.01.1943 года | Резерв Ставки ВГК    |                                               |                                    |
| 01.02.1943 года | Юго-Западный фронт   | 3-я гвардейская армия                         |                                    |
| 01.03.1943 года | Юго-Западный фронт   | 3-я гвардейская армия                         | 18-й стрелковый корпус             |
| 01.05.1943 года | Юго-Западный фронт   | 3-я гвардейская армия                         |                                    |
| 01.07.1943 года | Юго-Западный фронт   | 1-я гвардейская армия                         | 33-й стрелковый корпус             |
| 01.08.1943 года | Юго-Западный фронт   | 8-я гвардейская армия                         | 33-й стрелковый корпус             |
| 01.09.1943 года | Юго-Западный фронт   | 6-я армия                                     | 33-й стрелковый корпус             |
| 01.10.1943 года | Юго-Западный фронт   |                                               |                                    |
| 01.11.1943 года | 4-й Украинский фронт | 3-я гвардейская армия                         | 34-й гвардейский стрелковый корпус |
| 01.03.1944 года | 3-й Украинский фронт | 6-я армия                                     | 66-й стрелковый корпус             |
| 01.04.1944 года | 3-й Украинский фронт | 6-я армия                                     | 34-й гвардейский стрелковый корпус |
| 01.06.1944 года | 3-й Украинский фронт | 5-я ударная армия                             | 34-й гвардейский стрелковый корпус |
| 01.07.1944 года | 2-й Украинский фронт |                                               | 57-й стрелковый корпус             |
| 01.09.1944 года | 2-й Украинский фронт | 53-я армия                                    | 57-й стрелковый корпус             |
| 01.11.1944 года | 2-й Украинский фронт | 53-я армия                                    | 49-й стрелковый корпус             |
| 01.12.1944 года | 2-й Украинский фронт | 53-я армия                                    | 24-й гвардейский стрелковый корпус |
| 01.01.1945 года | 2-й Украинский фронт | 7-я гвардейская армия                         | 27-й гвардейский стрелковый корпус |
| 01.03.1945 года | 2-й Украинский фронт | 7-я гвардейская армия                         | 24-й гвардейский стрелковый корпус |
| 01.04.1945 года | 2-й Украинский фронт | 53-я армия                                    |                                    |
| 01.05.1945 года | 2-й Украинский фронт | 1-я гвардейская конно-механизированная группа | 50-й стрелковый корпус             |

## Командиры
- Поленов, Виталий Сергеевич (07.1941), генерал-майор (указано в справочнике «Командармы» в 07.1941)
- Пархоменко, Фёдор Назарович (07.07.1941 — 15.08.1941), генерал-майор НКВД
- Мирошниченко, Павел Петрович (16.08.1941 — 23.09.1941), полковник
- Царьков, Яков Гаврилович (24.09.1941 — 26.11.1941), полковник
- Поленов, Виталий Сергеевич (27.11.1941 — 20.01.1942), генерал-майор (по справочнику «Командармы» c 07.1941 ?)
- Гуряшин, Василий Кузьмич (21.01.1942 — 18.04.1942), полковник
- Казнов, Михаил Иванович (19.04.1942 — 21.05.1942), майор, с 28.04.1942 подполковник
- Куценко, Александр Андреевич (22.05.1942 — 24.01.1944), полковник
- Скляров, Георгий Максимович (25.01.1944 — 13.03.1944), подполковник
- Тополев, Макарий Минович (14.03.1944 — 20.04.1944), полковник
- Ткачёв, Митрофан Сергеевич (21.04.1944 — 20.09.1944), полковник
- Парфентьев, Николай Николаевич (21.09.1944 — 07.04.1945), полковник
- Бушин, Михаил Алексеевич (08.04.1945 — 7.8.1945), полковник

- Казишвили, Михаил Зурабович, С июня 1941 года по май 1942 года — начальник артиллерии дивизии.

## Память
- В Любимском сквере Ярославля в честь 30-летия Победы сооружён памятник воинам Ярославских дивизий, Героическим защитникам Родины — воинам Ярославской 234 коммунистической, 238, 243, 285,291, 78 стрелковых дивизий и других соединений и частей, сформированных на территории области во время Великой Отечественной войны.